# 談洲楼燕枝
談洲楼 燕枝（だんしゅうろう えんし）は落語の名跡。3代目の死後、空き名跡となっている。

丸に唐花菱（日本の家紋）

## 概要
「談洲楼」というのは9代目市川團十郎とも親交があり、團十郎主催の「三升会」の会員でもあったため談洲楼としている。
3代目は初代の前名柳亭 燕枝（りゅうてい えんし）を使用。
- 初代 談洲楼燕枝
- 2代目 談洲楼燕枝
- 3代目柳亭燕枝